# Эмма Дестинова
Эмма Де́стинова (настоящие имя и фамилия — Эмилия Павлина Киттлова; чеш. Ema Destinnová; 26 февраля 1878, Прага — 28 января 1930, Ческе-Будеёвице) — выдающаяся чешская оперная певица (сопрано). В англоязычных странах выступала под псевдонимом Эмми Дестинн (англ. Emmy Destinn).

## Биография
Родилась в дворянской семье. Училась пению у Марии фон Дрегер Лёве-Дестин. В качестве псевдонима выбрала имя своего педагога. Уже в 20 лет поступила в Придворную оперу в Берлине, где ей сопутствовал успех за успехом. Её большим почитателем был и германский император Вильгельм II.
Выступала на самых известных оперных сценах мира, например, пела в Дрезденской Опере Земпера, Кролль-опера в Берлине (1898—1909) , Королевском театре Ковент-Гарден в Лондоне (1904—1914 и 1919), в Метрополитен-опера в Нью-Йорке (1908—1916 и 1920—1921).
С 1901 по 1924 на сцене Национального театра в Праге (с 1908 была его почетным членом). Принимала участие в Байрейтских фестивалях.
В 1908 г. выступила в заглавной партии при первой полной записи оперы Жоржа Бизе «Кармен» (дирижёр Бруно Зайдлер-Винклер, студия Deutsche Grammophon.
В декабре 1910 была первой исполнительницей главной роли Минни в опере Дж. Пуччини «Девушка с Запада», поставленной в Метрополитен-опера в Нью-Йорке. Исполняла главные роли в оперных постановках, например, Сантуццы в опере «Сельская честь» П. Маскани, Катинки в «Проданной невесте» Б. Сметаны, Саломеи в одноименной опере Р. Штрауса и др.
Эмма Дестинова была удостоена чести петь на коронации британского короля Георга V и королевы Марии в 1911 году. Её выступление произвело такое впечатление, что на какое-то мгновение присутствующие забыли о цели всего мероприятия и рукоплескали певице.
Занималась также концертной деятельностью, исполняла, в частности, дуэты с известным певцом Энрико Карузо.
В 1915 году вернулась на родину. Будучи патриоткой своего народа во времена Первой мировой войны была посредником между участниками движения сопротивления в стране и за рубежом, подвергалась преследованиям австрийской полиции по подозрению в шпионаже. В 1915—1917 находилась под домашним арестом в своем замке.
В 1917—1918 участвовала в национальном движении, среди прочего, была инициатором создания Манифеста чешских музыкантов.
Позже вела замкнутую жизнь в своем замке в Страж-над-Нежаркоу, лишь изредка выступая на публике.

Занималась литературной деятельностью. Автор книги Ve stínu modré růže (1930), автобиографической повести Dr. Casanova (1900—1915), драм Rahel и Tůně, многих стихов, текстов песен и либретто. 

## Память
- Жизни певицы посвящён фильм «Божественная Эмма» (1979, реж. Йиржи Крейчик).
- Именем певицы в 1984 назван астероид (6583) Дестинн.
- В 1996 г. выпущена банкнота в 2000 чешских крон с портретом певицы.